# Urmuz
Urmuz, pseudonimul literar al lui Demetru Dem. Demetrescu-Buzău, (n. 17 martie 1883, Curtea de Argeș, Argeș, România – d. 23 noiembrie 1923, București, România) a fost un scriitor român de avangardă.

## Nume
Numele de naștere al lui Urmuz a fost Dimitrie Dim. Ionescu-Buzĕu (Buzău, după ortografia vremii), schimbat în Dimitrie Dim. Dumitrescu-Buzĕu când era încă copil și mai târziu stabilit ca Demetru Dem. Demetrescu-Buzău. Numele de familie Demetrescu a fost în realitate un patronim folosind sufixul -escu: tatăl său era cunoscut sub numele de Dimitrie (Demetru, Dumitru) Ionescu-Buzău. Particula atașată Buzău (Buzĕu în grafia mai veche), confirmă faptul că familia și-a urmărit rădăcinile din orașul omonim. Potrivit lui George Ciprian, încă din gimnaziu scriitorul își invita colegii să-i spună Ciriviș (variantă a termenului "cerviș", însemnând "grăsime topită") sau Mitică (diminutiv de la Dumitru)
După ce a urmat cursurile școlii primare în Curtea de Argeș, este înscris la Liceul „Gheorghe Lazăr” din București, unde este coleg cu Vasile Voiculescu și George Ciprian, iar împreună cu aceștia înființează societate Cap de rățoi.
Numele sub care scriitorul este universal cunoscut a fost selectat și impus public de către Arghezi, cu doar un an înainte ca Urmuz să se sinucidă. Varianta Ormuz, uneori redată ca Urmuz, a fost folosită ca pseudonim și de către activistul și romancierul A. L. Zissu.
Cuvântul [h]urmuz, explicat de lingviști ca o adăugare curioasă a lexicii românești, înseamnă în general "bilă de sticlă", "piatră prețioasă". Cuvântul a intrat în limbă prin canalele orientale, iar aceste semnificații se referă la comerțul internațional cu mărgele centrat pe insula Hormuz din Iran. Antropologul și eseistul Vasile Andru subliniază o semnificație secundară, scatologică: în țigănește, urmuz a suferit mutații însemnând "fecale". O etimologie alternativă a fost avansată de scriitoarea și criticul Ioana Pârvulescu. Aceasta sugerează combinarea a doi termeni contradictorii: ursuz și amuz.

## Biografie

### Copilărie
Mitică a fost fiul cel mare al unei familii din clasa de mijloc: tatăl său, descris de Ciprian drept "om scund și ciufut" a lucrat ca medic. În timpul liber, Ionescu-Buzeu Sr. a fost un intelectual preocupat de știință și refractar oricăror înclinații artistice. Soția sa, mama scriitorului, a fost Eliza născută Pașcani, sora doctorului, chimistului și profesorului la Universitatea din Paris Cristien Pașcani. Urmuz a avut numeroși frați și surori. Una dintre surorile lui Urmuz, Eliza (căsătorită Vorvoreanu) a fost ulterior o sursă principală de informare despre copilăria și adolescența autorului.
Viitorul Urmuz s-a născut la Curtea de Argeș, în nordul Munteniei și, la vârsta de cinci ani, a petrecut un an la Paris cu părinții săi. Familia s-a stabilit în cele din urmă în capitala României, București, unde tatăl său a fost profesor de igienă la Colegiul Național Matei Basarab, mai târziu inspector de sănătate al orașului și a închiriat case în cartierul Mănăstirea Antim. Tânărul Mitică a fost descris de sora sa ca fiind în mare parte nepretențios și introvertit, fascinat de descoperirea științifică și, din anii copilăriei, un cititor pasionat de cărțile science-fiction ale lui Jules Verne. Mai târziu, el s-a familiarizat și a fost influențat de idealismul german și de concepțiile filosofice ale poetului Mihai Eminescu. O influență mai evidentă asupra viitorului scriitor a avut-o Ion Luca Caragiale, principala figură a comediografiei românești din secolul al XX-lea.
Familia Ionescu-Buzău era interesată de activitățile artistice, iar Urmuz a crescut cu o fascinație pentru muzica clasică și arta plastică, învățând să cânte la pian și pictând în ulei ca amator. Mama sa, fiica devotată a unui preot ortodox, nu a putut să-i insufle fiului același respect față de Biserică.
Intrarea lui Urmuz în istoria literară a avut loc în atmosfera gimnaziului din București. A devenit partenerul lui George Ciprian (Gheorghe Pana C-tin), care a descris mai târziu întâlnirea lor ca fiind importantă: "Nu cred prea mult în destin. [...] Însă nu mă pot abține să nu mă minunez cum colegul meu de bancă din gimnaziu, un omuleț de o rară originalitate, a avut o influență masivă asupra vieții mele ulterioare". El și-a reamintit conversațiile cu "Ciriviș", unde au dezbătut perfecțiunea sculpturilor antice grecești și a menționat că tânărul Urmuz, spre deosebire de el însuși, privea teatrul ca pe o "artă minoră". În schimb, Urmuz prefera să participe la concertele de la Ateneul Român și, după cum scrie Ciprian, avea o înțelegere avansată a muzicii chiar la vârsta de treisprezece ani. Se spune că tânărul a participat și la prelegerile lui Titu Maiorescu, un filosof și estet care au influențat atât pe Eminescu, cât și pe Caragiale.

### Tinerețea

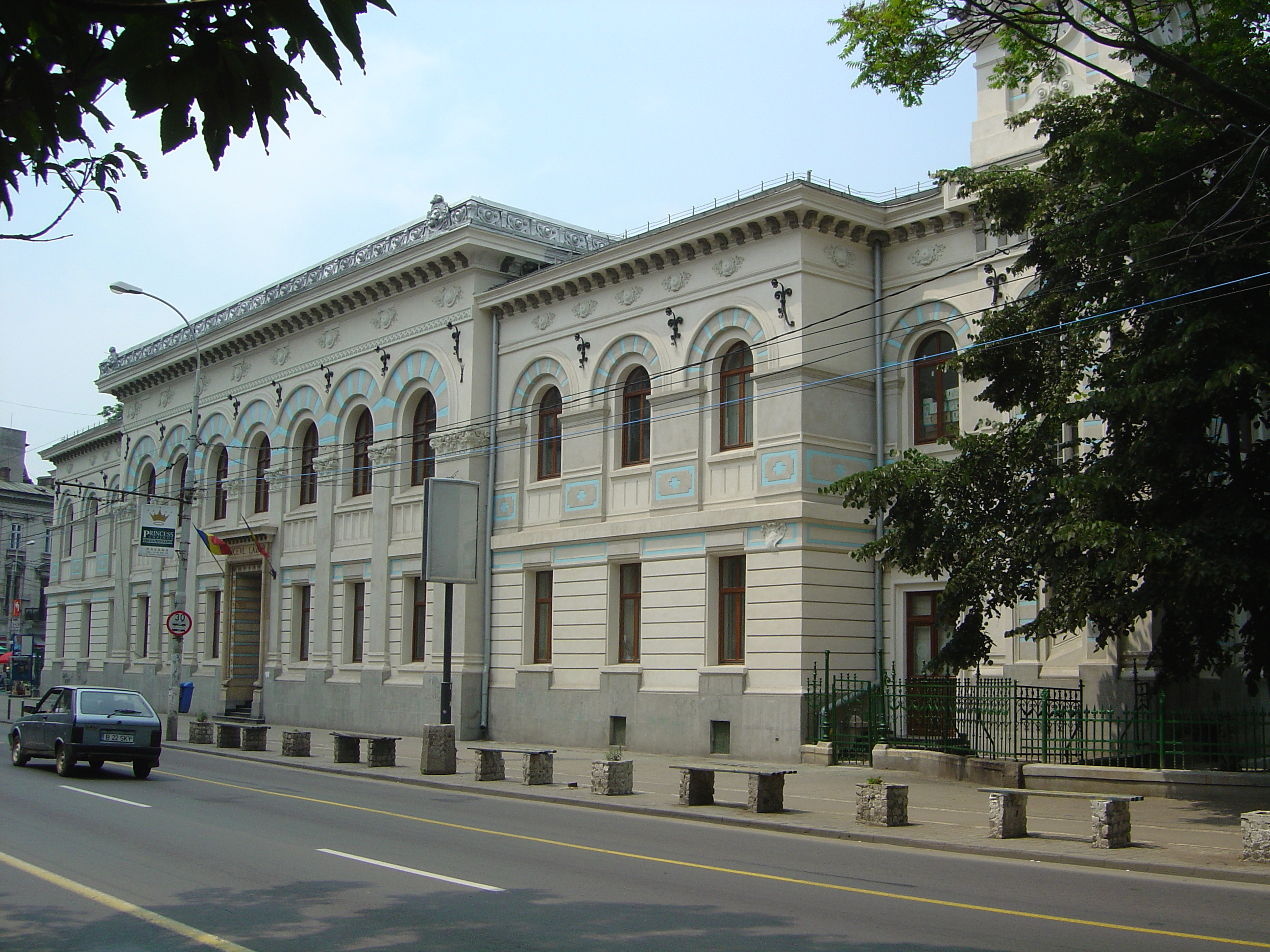
Colegiul Național Gheorghe Lazăr din București

Câțiva ani mai târziu, în timp ce s-a înscris la Colegiul Național Gheorghe Lazăr, Urmuz și-a exprimat interesul pentru ironizarea severității profesorilor săi. Un episod timpuriu este atestat de Ciprian: amuzat de crearea unei asociații de studenți naționaliști "Vivat Dacia", Urmuz se dă drept membru al acesteia și sugerează celor dornici de integrare că tariful de admitere va consta în capete de rață. Potrivit lui Ciprian, aceste evenimente și-au pierdut repede valoarea de șoc, determinându-l pe el și și pe Urmuz "s-o ia pe străzi" unde experimentul favorit era acela de a acosta trecători și de a-i convinge să-și prezinte documentele de identitate. Succesul a fost uriaș, creând în interiorul școlii un adevărat cult pro-Urmuz (fanii lui chiar șicanau "Vivat Dacia" să accepte orătănii ca mijloc de plată înainte ca societatea să se dizolve). Un alt coleg, viitorul poet tradiționalist Vasile Voiculescu, l-a reamintit pe tânărul Urmuz ca fiind "un tânăr genial", umorul său fiind "cerebral, mai greu de detectat și apreciat".
Grupul de bază al discipolilor lui Urmuz, organizat ca o societate secretă, l-a inclus pe Ciprian (poreclit "Macferlan" de Urmuz), Alexandru "Bălălău" Bujoreanu și Costică "Pentagon" Grigorescu, cunoscuți împreună ca "pahuci" (din iudaicul verb "a căsca"). Activitatea lor s-a concentrat pe farse îndrăznețe: Urmuz și ceilalți trei tineri au făcut o vizită la mănăstirea izolată Căldărușani din județul Ilfov, unde mitropolitul Ghenadie trăia în dizgrație. Cei patru tineri s-au dat drept jurnaliști și au cerut (și primit) tratament ca pentru oaspeți înalți, au testat răbdarea călugărilor iar mai târziu au fost prezentați mitropolitului bine-dispus.
În alte situații, Urmuz intra la seminarii sau cursuri extrem de tradiționaliste, le câștiga încrederea profesorilor, spunându-le că trăiește în spirit naționalist, după care recita, în fața amfiteatrului plin, fabule fără sens, creații proprii, precum celebra sa fabulă "Cronicari".
În afara școlii, tânărul Urmuz era încă introvertit, și, conform lui Sandqvist, "extrem de timid, în special cu fetele." Prietenul său Ciprin își amintește câteva „replici de agățat“: se purta familiar cu orice tânără căreia îi prindea privirea, asigurând-o că s-au mai întâlnit, și, când curiozitatea fetei era stârnită, îi povestea cum obișnuiau împreună să omoare muște ca activitate sportivă.
Grupul "pahuci" au sărbătorit absolvirea printr-un act final de sfidare împotriva directorului școlii, pe care l-au vizitat în biroul său, unde au început să sară în cercuri. Chiar dacă grupul lor nu a supraviețuit odată ce membrii săi au luat-o pe drumuri diferite în carieră, au avut reuniuni regulate la taverna Spiru Godelea, unde au câștigat notorietate pentru comportamentul lor nepoliticos și neconvențional. Urmuz a intrat la Facultatea de Medicină, la insistențele tatălui. Potrivit lui Ciprian, el s-a plâns că "nu reușește să se facă înțeles în fața cadavrelor". În cele din urmă alege Facultatea de Drept, luând, în paralel, lecții de compoziții și contrapunct la Conservatorul de Muzică și Declamațiune. În plus, el și-a încheiat serviciul militar în cadrul Infanteriei române.
Urmuz a devenit șeful familiei sale în 1907. În acel an, tatăl său și doi frați mai mici au murit, iar sora lui Eliza s-a căsătorit. El a continuat, de asemenea, să ia inițiativa în acțiuni îndrăznețe de épater le bourgeois. Ciprian își amintește că ei doi au închiriat o trăsură iar Urmuz făcea dreapta în fiecare intersecție, mergând astfel în cercuri în jurul Palatului de Justiție. Urmuz a continuat apoi să-i hărțuiască pe vânzătorii ambulanți, oprindu-se pentru a cumpăra lucruri complet inutile: covrigei, o grămadă de cărbune sau o găină bătrână pe care a tras-o în țeapă cu bastonul său.

### Viața militară și cariera dobrogeană
După ce a trecut examenul în drept în 1904, Urmuz a fost numit judecător în localitatea rurală Cocu (Răchițele), în județul Argeș. Este probabil ca, în jurul acestei perioade (circa 1908), să fi scris pe hârtie primele fragmente din colecția sa "Pagini bizare", dintre care unele au fost scrise în timpul unei reuniuni de familie la Cocu. Potrivit Elizei Vorvoreanu, el facea acest lucru în principal pentru a-și distra mama și surorile, dar Urmuz a amuzat de asemenea și autoritățile locale, unul dintre aceștia chiar i-a oferit mâna fiicei lui (Urmuz a refuzat). La acea vreme, Mitică și-a descoperit pasiunea pentru arta modernă: a fost un admirator al sculptorului Constantin Brâncuși, fascinat de lucrarea sa din 1907, intitulată Cumințenia pământului.
În cele din urmă, Urmuz a devenit judecător de pace în regiunea Dobrogea. Mai târziu, a fost expediat mai aproape de București, la Ghergani, județul Dâmbovița. Aceste misiuni au fost întrerupte în 1913, când Urmuz a fost chemat sub arme, în Al Doilea Război Balcanic împotriva Bulgariei.
Ciprian menționează că a pierdut contactul cu prietenul său pentru o perioadă, înainte de a primi o scrisoare în care acesta se plângea de apatia provinciei și de lipsa divertismentului muzical; atașat a găsit povestirea "Algazy & Grummer"" pe care Ciprian trebuia să o citească "fraților seminariști", informându-i "despre progresele înregistrate în literatura tânără". Ciprian spune că a descoperit scriitorul din Urmuz și a popularizat povestirile acestuia în propriul său cerc de intelectuali. El menționează, de asemenea, că în cariera sa de actorie în devenire, a pus bazele unor spectacole la Grădina Blanduziei pe baza scrisorilor lui Urmuz.
Aceste evoluții au coincis cu izbucnirea Primului Război Mondial. Între 1914 și vara anului 1916, când România era încă un teritoriu neutru, eforturile lui Ciprian de a difuza "Pagini bizare" au atins un maxim. Textele lui Urmuz s-au răspândit, probabil, în copii scrise de mână, devenind oarecum cunoscute societății boeme din București, însă Urmuz însuși era încă o figură anonimă. Ciprian și actorul Grigore Mărculescu susțin că au citit public din "Pagini bizare" la restaurantul Casa Capșa. Potrivit istoricului literar Paul Cernat, dacă zvonurile despre interpretările timpurii ale lui Ciprian despre textele lui Urmuz sunt adevărate, acesta ar constitui unul dintre primele eșantioane de spectacole de avangardă din tradiția teatrală românească.
În jurul anului 1916, Urmuz a obținut o relocare, în calitate de judecător în orașul Alexandria. Acolo s-a întâlnit cu poetul și profesorul Mihail Cruceanu. După cum a amintit Cruceanu, Urmuz a fost captivat de revolta artistică desfășurată în Italia de către grupul Futurist și în special de poezia lui Filippo Tommaso Marinetti, liderul grupului. Potrivit istoricului literar Tom Sandqvist, Urmuz ar fi putut citi mai întâi despre inițiativele italiene în ziarul local Democrația, care a scris despre subiect la începutul anului 1909. Ca urmare a acestei întâlniri el a decis să includă, ca subtitlu la unul din manuscrisele sale, cuvintele: "Schițe și nuvele ... aproape futuriste".

Ajus la gradul de locotenent, Demetrescu-Buzău a fost din nou chemat sub arme când România s-a alăturat Puterilor Antantei.

### Debut
Întors în București lucrează ca grefier la Înalta Curte de Casație și Justiție, o slujbă bine plătită, cu avantaje speciale, ceea ce l-ar fi făcut inconfortabil pe Urmuz despre viața sa ca erou boem. O fotografie realizată în acea perioadă, unul din puținele portrete care au supraviețuit, ne prezintă un bărbat melancolic și anxios. Sandqvist îl vede ca fiind de o "singurătate catastrofală" și client insomniac al bordelurilor, adăugând: "În toate aparițiile, ca urmare a unor experiențe dezgustătoare în timpul războaielor, întorcându-se acasă la București, Demetru Demetrescu-Buzău a ales să trăiască o viață extrem de ascetică și izolată, cu plimbări lungi nocturne". Faptele și glumele lui Urmuz au atras atenția publicului, el însuși și-a citit lucrările unui public boem, în locuri precum Hanul Gabroveni; cel puțin unele dintre acestea erau exerciții libere în literatura orală și, ca atare, au fost în întregime pierdute.
Anul 1922 a adus debutul lui Urmuz în presă. Fascinat de "Pagini bizare", poetul și jurnalistul Tudor Arghezi a publicat două din ele în ziarul Cuget Românesc. Arghezi a făcut eforturi să-i convingă pe serioșii săi colegi editori de la Cuget. Gazeta a publicat de asemenea un manifest a lui Arghezi, în care a subliniat scopul combaterii "literaturii sterile" și intenția sa de a cultiva "voința de putere" în cultura literară post-război. Urmuz a fost deci primul scriitor avangardist popularizat de Arghezi, într-o listă care, până în 1940, a inclus și o mare parte a tinerilor moderniști români.

### Sinuciderea
La 23 noiembrie 1923, Urmuz s-a împușcat, un eveniment care rămâne învăluit în mister. A fost găsit "de sergentul din post într-un boschet din dosul bufetului", în apropierea Șoselei Kiseleff, în nordul Bucureștiului. Unele surse timpurii sugerează că ar fi suferit de o boală incurabilă, dar se știe că el era fascinat de arme și de potențialul lor distructiv. De exemplu, în 1914, el a scris un omagiu pentru revolvere, creditându-le cu o putere magică asupra creierului suicidar. Cronicile, arată, de asemenea, că el teoretiza despre lipsa de sens și de goliciunea vieții, punând aceste temeri pe seama membrilor familiei în timpul înmormântării fratelui său Constantin (1914). Autorul Geo Șerban a scris despre dezamăgirea bine ascunsă a lui Demetrescu-Buzău, apreciind că, în ultimul său an, scriitorul a continuat să acționeze vesel și relaxat, dar că o tensiune "devastatoare" se clădea în interiorul lui.
În 1927, Arghezi și-a publicat regretul că nu i-a cultivat prietenia: "Nu l-am mai văzut și-mi este grea mâhnirea ireparabilă că n-am căutat să-l întâlnesc. Cred că optimismul meu ar fi înviat în haosul lui cerebral candorile și puritățile care începeau să moară". Mai mulți exegeți Urmuz au văzut în mod tradițional sinuciderea legată în mod intrinsec de atitudinea artistică a lui Urmuz. Pentru Carmen Blaga, a fost "dizolvarea credinței [sale]" în clasa intelectuală a României, împreună cu declinul economic și "un gol existențial", care l-a determinat pe scriitor să se desprindă. Acest lucru rezonează cu afirmațiile adepților din prima generație de după Urmuz: Geo Bogza sugerează că mentorul său s-a sinucis odată ce procesul deconstructiv, realizat de "intelectul lui ascuțit", l-a dus la o concluzie naturală; Sașa Pană susține că Urmuz s-a săturat să-i amuze pe "cretinii" și "profitorii" care au dominat scena literară a Bucureștiului și, hotărât să-și transforme personajul literar în "praf și pulbere" și-a asumat riscul de a-și distruge eul fizic. Criticul George Călinescu a afirmat că există o rațiune filosofică "care rezona teribil cu secolul său": "el a vrut să moară într-un mod original, fără vreo cauză sau vreun scop precis".
Urmuz a fost înmormântat la 26 noiembrie, la cimitirul Bellu. În ziua respectivă, evenimentul a fost mediatizat de un mic necrolog din cotidianul Dimineața, semnat cu inițiala C (probabil de la Ciprian).
La 11 august 2022 a fost inaugurat monumentul lui Urmuz  în orașul Curtea de Argeș,  în fața primăriei, autor sculptorul Radu Adrian. 

## Opera literară
- Algazy & Grummer
- Cotadi și Dragomir
- Cronicari
- După furtună
- Emil Gayk
- Fuchsiada
- Ismaïl și Turnavitu
- Pâlnia și Stamate
- Plecarea în străinătate
- Puțină metafizică și astronomie